# Жулберту ду Росаріу
Антоніу Жулберту ду Росаріу Алмада (порт. António Gualberto do Rosário Almada; нар. 12 жовтня 1950) — письменник і політичний діяч Кабо-Верде, прем'єр-міністр країни від липня 2000 до лютого 2001 року.

## Кар'єра
Від 1991 до 1993 року обіймав посаду міністра рибальства, сільського господарства і тваринництва. У травні 1998 року отримав портфель міністра економічної політики. Після падіння кабінету Вейги ду Росаріу було доручено формування нового уряду.
2007 року очолив Національний союз туристичних операторів.